# Габрієль Аксель
Габрієль Аксель (Gabriel Axel Mørch, 18 квітня 1918, Оргус — 9 лютого 2014, Гладсаксе) — данський кінорежисер, володар премії «Оскар» 1987 року за кращий фільм іноземною мовою.

## Життєпис
Народився в місті Оргусі, на сході півострова Ютландія.
Більшу частину дитинства провів у Франції, після повернення в Данію став актором Королівського театру, деякий час перебував в трупі паризького театру «Атеней» у Луї Жуве.
З початку 1950-х років працював на телебаченні і в кіно, був автором стрічок, відзначених на престижних фестивалях. У 1967 році його фільм «Червона мантія» претендував на головний приз Каннського фестивалю. Найбільш відомий по екранізації книги данської письменниці Карен Бліксен «Бенкет Бабетти».